# CouchSurfing
«КаучСерфінґ» (англ. CouchSurfing, абревіатура: CS)  — одна з найбільших всесвітніх мереж гостинності, реалізованих у вигляді онлайн-сервісу. Об'єднує більше 2 мільйонів людей у 238 країнах (станом на липень 2010). Учасники безкоштовно діляться один з одним місцем для ночівлі під час подорожей, організовують спільні подорожі та розвивають культурний взаємообмін.
Дослівно з англійської назва сайту «couch surfing» перекладається як «мандрівка диванами».

## Ідея
Місією є «створення надихаючого досвіду». Ідея полягає в тому, аби активізувати міжкультурний обмін через спілкування людей у дружній неформальній обстановці. Це дає можливість реалізувати природне бажання пізнавати щось нове, обмінюватися знаннями і досвідом у різних сферах життя. У тому числі завдяки такому спілкуванню людей з різних країн, представників різних культур і національностей вони мають можливість поглянути на численні міжнародні проблеми з різних точок зору, навчитися толерантності.
Couchsurfing за основу взяв ідею руху від однієї домівки до іншої серед своїх друзів. Ночівля там, де є вільне місце, чи то ліжко, чи то підлога. В цілому, не затримуючись більш ніж на декілька днів в одному місці.

## Принцип роботи

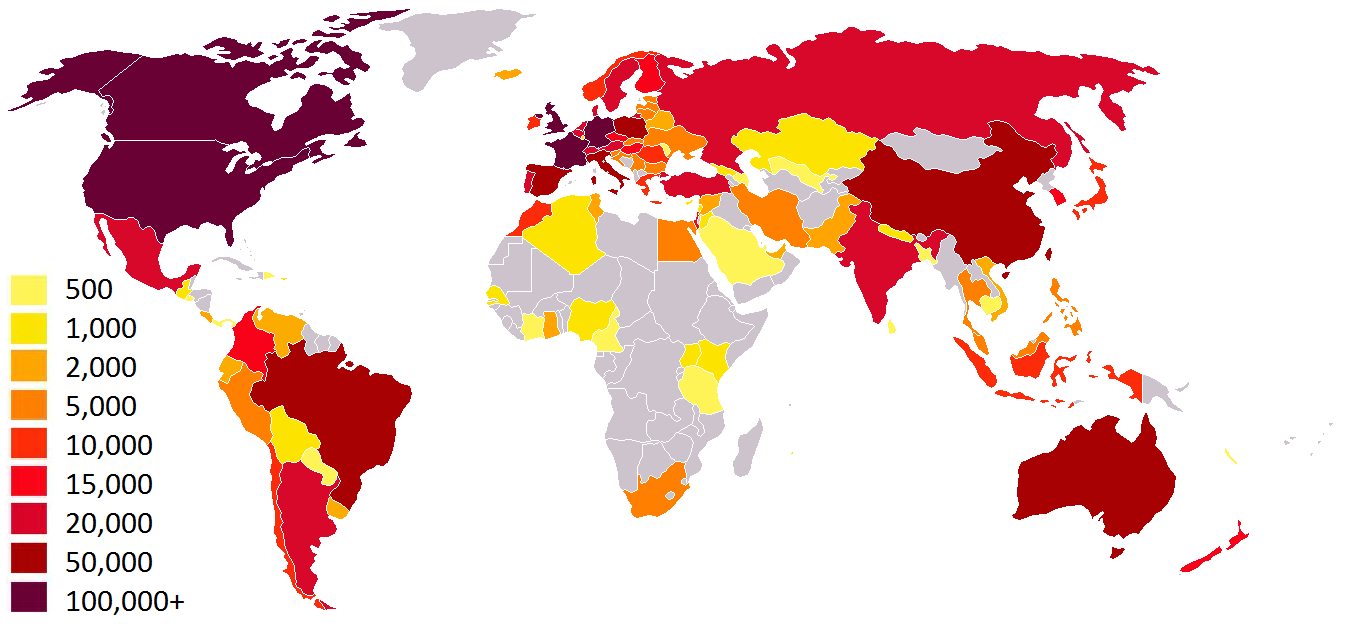
Кількість зареєстрованих учасників CouchSurfing за країнами

На сайті є можливості безкоштовної реєстрації, всі функції стають доступними відразу після реєстрації.

### Профіль учасника
У своєму профілі учасник може розповісти про свої захоплення, досвід подорожей, володіння мовами, розмістити фотографії та інше. Також там вказується, чи може учасник приймати гостей. Якщо може, то він вказує кількість, бажану стать гостей, умови проживання, який транспорт ходить до його будинку тощо. Якщо ж учасник не має можливості приймати гостей, то він може поставити статус «готовий зустрітися і поспілкуватися». Також у профілі користувача відображаються відгуки про нього інших учасників, посилання на профілі його друзів, його внесок у розвиток проєкту тощо.

### Пошук місця, де можна зупинитися
Зареєстрованим учасникам доступний пошук по анкетах за різними параметрами: географічне положення, інформація про учасника, можливість прийняти гостей тощо

### Мови
До 2012 року була повноцінна українська версія сайту. Проте основна мова проєкту — англійська, нею і відбувається більша частина спілкування між учасниками.

## Історія

### Концепція
Couchsurfing народився у далекому 1999 році завдяки Кейсі Фентону. Ідея з'явилася у процесі планування поїздки до Ісландії. Фентон знайшов дешеві авіабілети і замислився, де б дешевше заночувати. Навмання розіславши 1500 листів до студентів університету Ісландії з проханням переночувати, він отримав більш ніж 50 позитивних відповідей. Після повернення до Бостона почалася розробка ідеї, котра поклала початок проєкту. Фентон зареєстрував сайт couchsurfing.com у тому же році.
За декілька наступних років була розроблена бета-версія сайту завдяки Дену Хофферу, Себастьяну Ле Туану, а також Леонарду Сільверіу. Світ побачив проєкт у січні 2004 року.
Спочатку зростання учасників відбувалося доволі повільно. Станом на кінець 2004 року сайт мав лише 6,000 учасників. У 2005 році процес збільшив оберти, і вже наприкінці року кількість зросла майже до 45 тисяч. Після приватизації у листопаді 2011 року кількість активних і неактивних користувачів досягла 3 мільйонів. Фентон відмічав, що кількість активних сягає близько 1 мільйона людей. Сайт став найпопулярнішим засобом для пошуку безкоштовного житла.

### 2006 рік. Втрати і відродження
У червні 2006 року через деякі комп'ютерні проблеми відбулася безповоротна втрата бази даних. Об'єм втраченої інформації був настільки величезний, що Фентон вже вважав, що відродити проєкт неможливо. 29 червня 2006 року він надіслав e-mail кожному члену: «З важким тягарем на серці я повідомляю вам гірку правду. Той Couchsurfing, що ми знали, більше не існує».
Цей лист був зустрінутий гучним протестом щодо закриття проєкту, а також відчутною підтримкою задля його воскресіння. Реліз «Couchsurfing 2,0» анонсували на початок липня 2006 року з наміром повернутися до робочого стану лише за 10 днів. Перший варіант Couchsurfing 2.0 в дійсності був запущений усього через 4 дні з гаслом «Participate in Creating a Better World, One Couch At A Time». З моменту перезапуску проєкт набув інтернаціонального масштабу.

### Суспільна робота над Couchsurfing
З 2006 року по 2011 розробка вебсайту в значній мірі велася завдяки користувачам. Відбувалися зустрічі на декілька днів чи тижнів, котрі збирали разом коучсерферів у певному місті. Під час них велася розробка та вдосконалення проєкту. Точками збору були такі міста як: Монреаль, Відень, Нова Зеландія, Роттердам, Таїланд, Аляска, Коста-Рика, Стамбул та інші. Але це не могло тривати вічно, оскільки використання волонтерів у комерційних проєктах заборонено федеральним урядом США. З дозволу користувачів сайту у 2011 році пройшла приватизація і перехід на комерційну основу.

### Інтернаціоналізація 2011 року
Попервах Couchsurfing International Inc. була зареєстрована у Нью-Гемпширі як некомерційна організація. У такому стані проєкт проіснував до 2011 року. З серпня 2011 року почався процес переходу на комерційну основу: усі активи продали приватній фірмі Better World Through Travel, котра за часом змінила назву на Couchsurfing International, Inc. Перші інвестиції були отримані від Benchmark Capital у розмірі 7,6 мільйонів доларів з подальшою метою проведення IPO. До цього часу фінансування відбувалося завдяки благодійним внескам від користувачів, а також прибутку від сервісу верифікації. З часом кількість інвесторів зросла і принесла 15 мільйонів доларів.

### Запуск і розробка мобільних додатків
У 2012 році компанія запустила мобільні додатки для iOS і Android. У червні 2016 року компанія додала функцію під назвою «тусовки», яка дозволяє учасникам швидко зустрічатися з іншими учасниками поблизу.

## Безпека
На проєкті CouchSurfing багато уваги приділяється забезпеченню безпеки учасників. Для цього існує низка інструментів, що дають можливість дізнатися думку інших учасників про певного користувача, система верифікації імені та адреси користувача. Крім цього, періодично адміністрація сайту розсилає всім учасникам інформацію про правила безпеки або про виявлених шахраїв.

## Диспут щодо умов використання
У вересні 2012 Couchsurfing оприлюднив нові умови користування проєктом. Користувачі зустріли його з обуренням. Пітер Ша (Peter Schaar — уповноважений член німецької комісії із захисту даних та свободи інформації) публічно критикував нові умови. Він також доповів про серйозні дефекти нововведення Федеральній торговій палаті США. Пітер заявив, що ці умови неприпустимі з точки зору німецького та європейського законодавства.